# Bryconamericus zeteki
Bryconamericus zeteki är en fiskart som beskrevs av Hildebrand, 1938. Bryconamericus zeteki ingår i släktet Bryconamericus och familjen Characidae. Inga underarter finns listade.